# Intel Core 2
Core 2 là một thương hiệu bao gồm một loạt các vi xử lý Intel 64-bit x86-64 đơn, kép và quad-core bán cho người dùng dựa trên vi kiến trúc Core. Các mô hình đơn và lõi kép là đơn chết, trong khi các mô hình quad-core bao gồm hai chết, mỗi cái chứa hai lõi, đóng gói trong một mô-đun đa chip. Việc giới thiệu Core 2 đã đưa thương hiệu Pentium xuống thị trường tầm trung và thống nhất các dòng CPU máy tính xách tay và máy tính để bàn cho các mục đích tiếp thị dưới cùng tên sản phẩm, trước đây đã được chia thành các thương hiệu Pentium 4, Pentium D và Pentium M.
Thương hiệu Core 2 được giới thiệu vào ngày 27 tháng 7 năm 2006, bao gồm Duo (lõi kép) và Extreme (CPU lõi kép hoặc lõi tứ cho những người đam mê), và vào năm 2007, Quad (lõi tứ) và Solo thương hiệu con (lõi đơn). Bộ xử lý Intel Core 2 với công nghệ vPro (được thiết kế cho doanh nghiệp) bao gồm các nhánh lõi kép và lõi tứ.
Mặc dù bộ xử lý Woodcrest cũng dựa trên kiến trúc Core, nhưng chúng có sẵn dưới thương hiệu Xeon. Từ tháng 12 năm 2006, tất cả các bộ xử lý Core 2 Duo được sản xuất từ các tấm 300 mm tại nhà máy Fab 12 ở Arizona và tại Fab 24-2 ở County Kildare, Ireland.